# Jantikovo
Jantikovo (in russo Я́нтиково?; in ciuvascio: Тăвай) è un villaggio della Russia europea centrale, capoluogo del distretto Jantikovskij nella Repubblica dei Ciuvasci. Aveva una popolazione di 3491 abitanti (censimento 2020). Si trova 104 chilometri a sud-est di Čeboksary.